# Contea di Mitchell (Texas)
La contea di Mitchell (in inglese Mitchell County) è una contea dello Stato del Texas, negli Stati Uniti. La popolazione al censimento del 2010 era di 9 403 abitanti. Il capoluogo di contea è Colorado City. La contea è stata creata nel 1876 ed organizzata nel 1881. Il suo nome deriva da Asa Mitchell ed Eli Mitchell, due delle prime colone e soldate della Guerra d'indipendenza del Texas.

## Geografia fisica
| Anno | Popolazione | ±%       |
| ---- | ----------- | -------- |
| 1880 | 117         | Note:    |
| 1890 | 2 059       | 1 659,8% |
| 1900 | 2 855       | 38,7%    |
| 1910 | 8 956       | 213,7%   |
| 1920 | 7 527       | −16,0%   |
| 1930 | 14 183      | 88,4%    |
| 1940 | 12 477      | −12,0%   |
| 1950 | 14 357      | 15,1%    |
| 1960 | 11 255      | −21,6%   |
| 1970 | 9 073       | −19,4%   |
| 1980 | 9 088       | 0,2%     |
| 1990 | 8 016       | −11,8%   |
| 2000 | 9 698       | 21,0%    |
| 2010 | 9 403       | −3,0%    |

Secondo l'Ufficio del censimento degli Stati Uniti d'America la contea ha un'area totale di 916 miglia quadrate (2370 km²), di cui 911 miglia quadrate (2360 km²) sono terra, mentre 4,8 miglia quadrate (12 km², corrispondenti allo 0,5% del territorio) sono costituiti dall'acqua.

### Strade principali
- Interstate 20
- State Highway 163
- State Highway 208
- State Highway 350

### Contee adiacenti
- Scurry County (nord)
- Nolan County (est)
- Coke County (sud-est)
- Sterling County (sud)
- Howard County (ovest)
- Borden County (nord-ovest)